# Cedarville (Virginia Occidental)
Cedarville es un área no incorporada ubicada dentro del Distrito Centro, una división civil menor del condado de Gilmer (Virginia Occidental), Estados Unidos. Está catalogada como un asentamiento humano por la Junta de Nombres Geográficos de los Estados Unidos.
El número de identificación (ID) asignado por el Servicio Geológico de Estados Unidos es 1537147.

## Geografía
Se encuentra a una altitud de 240 metros sobre el nivel del mar (787 pies) según el conjunto de datos de elevación nacional.